# Бойко Младенов
Бойко Младенов е бивш български баскетболист, център.

## Кариера
Професионалната му кариера започва през 1995 г. в "Балкан" Ботевград. През 1996 г. подписва милионен договор с турският Ефес Анадолу ( тогава Ефес Пилсен).
От 1998 до 2000 г. е състезател на Партизан, където става носител на "Купа на Югославия" .
През 2001 г. преминава в Левски за 60 000 марки. През лятото на 2003 г. изкарва проби в Сакраменто Кингс по време на лятната лига и подписва негарантиран договор с тима. Въпреки това Младенов така и не изиграва нито един официален мач за „кралете“.
От 2004 до 2007 г. играе в Лукойл Академик и става три пъти шампион на България. Следват кратки периоди в кипърския Аполон Лимасол и ЦСКА. През сезон 2008/09 е играч на КК Сплит. През 2009 г. се завръща в Левски. и печели Балканската лига. През 2011 г. облича екипа на Академик Благоевград. Отказва се от професионалният спорт през 2012 г. поради лични причини.
Играе за националния отбор на България между 1999 и 2009 г., като участва на Евробаскет през 2005 и 2009 г.

## Успехи
- Купа на Югославия – 1999
- Шампион на България – 2001, 2005, 2006, 2007
- Купа на България – 2001, 2006, 2007, 2008, 2010
- Балканска лига – 2010